# 1978 en philosophie
Chronologie de la philosophie
- 1974
- 1975
- 1976
- 1977
- 1978
- 1979
- 1980
- 1981
- 1982

L’année 1978 a été marquée, en philosophie, par les événements suivants :

## Publications
- Johan Degenaar : 
  - Afrikaner Nationalism. Cape Town: Centre for Intergroup Studies.
  - Christian Responsibility in South Africa's Plural Society. Cape Town: The Centre.

### Rééditions
- Thomas More :  L'Utopie, fac-similé du texte latin de l'éd. de Bâle de 1518, traduction, présentation et commentaires par André Prévost, Mame, 1978.

### Traductions
- Francisco Suárez :  (es) Comentarios a los libros de Aristoteles SOBRE EL ALMA. Commentaria una cum quaestionibus in libros Aristotelis, edicion critica par Salvador Castellote, Madrid, Fundacion Xavier Zubiri, 1978-1991